# Zivia Lubetkin
Zivia Lubetkin (en polaco: Cywia Lubetkin, AFI: /ˈt͡sɨvja luˈbɛtkʲin/, en hebreo: צביה לובטקין‎, seudónimo: Celina; 9 de noviembre de 1914 – 11 de julio de 1978) fue una de las dirigentes de la organización clandestina judía  en la Varsovia ocupada por los nazis y la única mujer en formar parte del Comando Supremo del grupo de resistencia Żydowska Organizacja Bojowa (ŻOB). Sobrevivió al Holocausto en la Polonia ocupada por las fuerzas nazis y emigró al Mandato Británico de Palestina en 1946, cuando tenía 32 años de edad.

## Biografía

### Antes de la Segunda Guerra Mundial
Zivia Lubetkin nació en Byteń, en la Gobernación de Grodno del Imperio Ruso (hoy día en Bielorrusia). Durante sus años en la secundaria, Lubetkin recibió clases particulares de hebreo. Al final de su adolescencia, se unió al movimiento sionista de izquierda juvenil Habonim Dror, y en 1938 se hizo parte de su Consejo Ejecutivo.
Luego de la invasión de Polonia por parte primero de las fuerzas de la Alemania Nazi y más tarde de la Unión Soviética en septiembre de 1939, se arriesgó a viajar desde la parte del país ocupada por las fuerzas soviéticas hasta Varsovia para unirse a la resistencia. Ese mismo año, acudió al 21o. Congreso Sionista Mundial representando al Bloque Laborista Erez Israel.

### Segunda Guerra Mundial
En 1942, Lubetkin fue instrumental en la creación de la organización de izquierda judía Bloque Antifascista, la cual sería la primera organización en el Gueto de Varsovia en enfrentarse en combate con las fuerzas nazis. Además, como una de las fundadoras del ŻOB, servía en el comité político de la comunidad judía de Varsovia, el Comité Nacional Judío (en polaco: Żydowska Komitet Narodowy; ŻKN), y también sirvió Comité Coordinador, una organización  paraguas que comprendía al ŻKN y la antisionista Unión General de Trabajadores Judíos (el Bund), la cual patrocinaba al ŻOB. Durante sus años de actividades clandestinas, el nombre Cywia se convirtió en la contraseña para referirse a Polonia en las cartas enviadas por varios grupos de resistencia tanto dentro como fuera del Gueto de Varsovia. Fue una de las líderes del  Levantamiento del Gueto de Varsovia y una de las 34 combatientes que sobrevivieron a la guerra. Después de dirigir a su grupo de combatientes supervivientes a través del sistema de alcantarillado de Varsovia con la ayuda de Simcha "Kazik" Rotem en los días finales del levantamiento del gueto (el 10 de mayo de 1943) continuó sus actividades de resistencia en el resto de la ciudad de Varsovia, fuera del gueto. Participó en el alzamiento de Varsovia organizado por la resistencia polaca en 1944, luchando en una unidad de unidades de la Armia Ludowa. Aunque las fuerzas judías fueron devastadas por los alemanes, Lubetkin y muchos otros supervivientes sobrevivirían al refugiarse en un hospital cuyo personal estaba dispuesto a esconderlos. El 1 de marzo de 1945, intentó emigrar a Palestina con el dirigente partisano Abba Kovner. Este intento no tuvo éxito debido a que la única ruta disponible estaba bloqueada, lo que causó que Lubetkin regresara a Varsovia.
Lubetkin recibió un pasaporte paraguayo emitido por el Grupo Ładoś.

### Posguerra
Luego de la Segunda Guerra Mundial, Lubetkin participó activamente en la comunidad de supervivientes del Holocausto en Europa, y ayudó organizar Berihah, una organización dirigida por agentes que ayudaban a los judíos de Europa Central y Oriental a cruzar fronteras en ruta hacia el Mandato Británico para Palestina de manera ilegal. Lubetkin emigró al Mandato Británico para Palestina en 1946. Se casó con Yitzhak Cukierman, el comandante del ŻOB, y ellos, junto con otros combatientes supervivientes del Gueto de Varsovia y otros partisanos fundaron el kibbutz Lohamei HaGeta'ot y el museo Casa de los Luchadores del Gueto que se ubica en el mismo. En 1961, dio testimonio en el juicio al criminal de guerra nazi Adolf Eichmann.
Sus dos hijos, Shimon (n. 1947) y Yael (n. 1949), nacieron en el kibbutz Lohamei HaGeta'ot, donde vivió el resto de su vida. Murió el 11 de julio de 1978. Su nieta, Roni Zuckerman, se convirtió en la primera mujer piloto de combate de la Fuerza Aérea Israelí en 2001.

## Obras
- Lubetkin, Ziviah. (Sic) Die letzten Tage des Warschauer Getto. pp. 47, illus. Berlín: VVN-Verlag, 1949 (de: Commentary, Nueva York). También en: Neue Auslese. ed. Alliierter Informationsdienst, Berlín, núm. 1, 1948, pp. 1@–13
- Lubetkin, Zivia. Aharonim 'al ha-homah. (Ein Harod, 1946/47)
- Lubetkin, Zivia. Bi-yemei kilayon va-mered (En los Días de Destrucción y Revuelta). Pp. 127. Tel Aviv: HaKibbutz HaMeuchad, 1953.
  - En los días de destrucción y revuelta traducido del hebreo por Ishai Tubbin; revisado por Yehiel Yanay; índice biográfico por Yitzhak Zuckerman; el índice biográfico traducido por Debby Garber. Pp. 338, illus. Tel Aviv: Hakibbutz Hameuchad Pub. Casa: Am Oved Pub. House, 1981